# 신명화
신명화(1970년 11월 18일 ~ )은 대한민국의 가수이다.

## 학력
- 경북대학교 음악학과 졸업

## 경력
- 2018년 괴산군 홍보대사

## 수상
- MBC 대학가요제 대상 수상, 서울 본선입상

## 데뷔
- 2009년 1집 앨범 [신명화]

## 음반
- 2009년 1집 정주고 울줄이야 / 가면의 탈 / 장미꽃 포로
- 2014년 2집 여자의 아파트 / 사랑의 악기
- 2020년 미친도시